# 奧列尼夫卡 (羅日謝區)
50°59′34″N 25°16′48″E / 50.99278°N 25.28000°E
奧列尼夫卡（烏克蘭語：Оленівка），是烏克蘭的村落，位於該國西部沃倫州，由盧茨克區負責管轄，始建於1946年，面積0.3平方公里，海拔高度178米，2001年人口350，人口密度每平方公里1,166.67人。